# Wilhelm, Prinț de Orania
William Nicholas Alexander Frederick Charles Henry, Prinț de Orania, Prinț al Țărilor de Jos, Prinț de Orania-Nassau (neerlandeză Willem Nicolaas Alexander Frederik Karel Hendrik, Prins van Oranje, Prins der Nederlanden, Prins van Oranje-Nassau; 4 septembrie 1840 – 11 iunie 1879), a fost moștenitor aparent al tatălui său Willem al III-lea al Țărilor de Jos din 17 martie 1849 până la moartea sa.

## Biografie
Prințul Wilhelm a fost fiul cel mare al regelui Willem al III-lea al Țărilor de Jos și a primei soții a acestuia, Sofia de Württemberg. În familie era numit Wiwill. La naștere, a deținut a treia poziție în linia de succesiune la tronul olandez și a 17-a poziție în linia de succesiune la tronul britanic.
O lună după aceea, la 7 octombrie 1840, străbunicul său, regele Wilhelm I al Țărilor de Jos, a abdicat ca urmare a dezamăgirii față de recentul Tratat de la Londra care a recunoscut independența Belgiei și a intenției sale de a se căsători cu o nobilă belgiană Henrietta d'Oultremont. În 1849, după decesul bunicului său Willem al II-lea al Țărilor de Jos, el a devenit moștenitorul aparent.

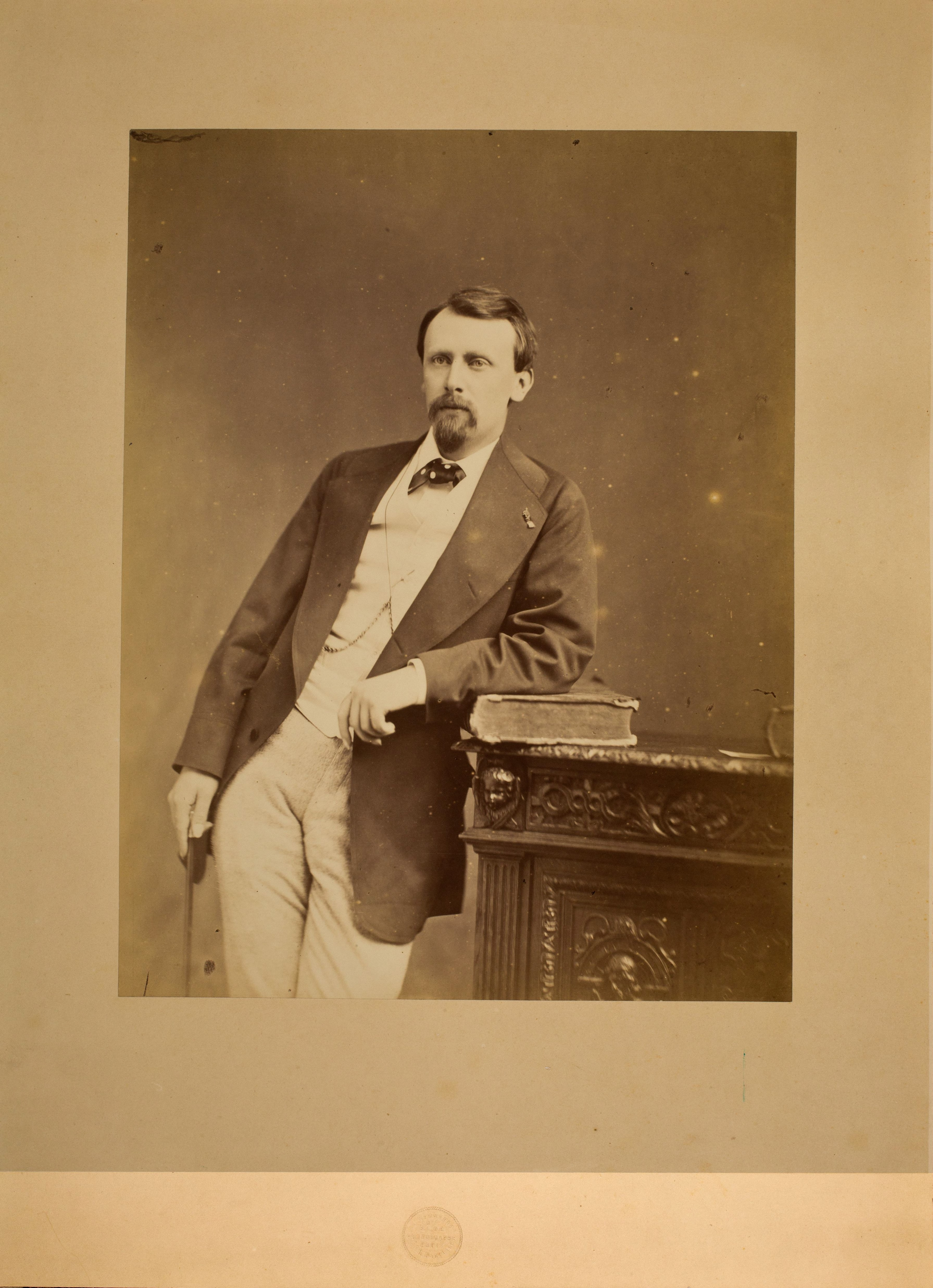
Prințul de Orania, 1879

După ce au eșuat planurile de căsătorie dintre Prințul Wilhelm și Prințesa Alice a Regatului Unit, a doua fiică a reginei Victoria, prințul s-a îndrăgostit în 1873 de tânăra contesă de 19 ani Mathilde van Limburg-Stirum. Relația dintre prinț și părinții săi a devenit foarte problematică deoarece părinții au refuzat s-o accepte pe Mathilde ca mireasă pentru fiului lor. Căsătoria dintre un membru al familiei regale și un membru al nobilimii era considerată morganatică și deci neacceptabilă.
Tânărul Wilhelm în vârstă de 33 de ani a vrut să se căsătorească chiar și fără consimțământul părinților. Totuși  Mathilda nu avea 20 de ani și avea nevoie de permisiunea părinților ei; din păcate, ei au refuzat să i-o acorde.
Puternic deziluzionat, Prințul Wilhelm a plecat în exil la Paris unde s-a aruncat într-o viață de sex, alcool și jocuri de noroc. Prințul a murit la vârsta de 38 de ani în apartamentul său de o combinație de tifos, complicații de ficat și epuizare. 
După decesul lui, fratele său mai mic, Prințul Alexandru, a devenit moștenitor și Prinț de Orania. El a murit înaintea tatălui lor, care a rămas fără moștenitor pe linie masculină. Cum nici unchiul său, Prințul Henric, nici Prințul Frederic nu aveau moștenitori pe linie masculină, Țările de Jos au numit-o pe sora vitregă a lui Wilhelm, Prințesa Wilhelmina moștenitoare prezumptivă. Până în 1884, tronul olandez a folosit Legea Salică.
Prințesa Wilhelmina i-a succedat tatălui ei după decesul acestuia în 1890.